# غاري دونز
غاري دونز (بالإنجليزية: Gary Downs)‏ هو لاعب كرة قدم أمريكية أمريكي، ولد في 6 يونيو 1972 في نيوبيرن في الولايات المتحدة.

## وصلات خارجية
- غاري دونز على موقع مرجع كرة القدم المحترفة.كوم (الإنجليزية)